# Filippinbiätare
Filippinbiätare (Merops americanus) är en fågel i familjen biätare inom ordningen praktfåglar.

## Utseende och läte
Filippinbiätaren är en medelstor biätare med lång stjärt. Undersidan är ljusgrön under med mörkgröna vingar. I övrigt är den ljusblå ovan, under stjärtroten samt under den svara ansiktsmasken. Hjässan är rostfärgad och stjärten är turkos, med förlängda centrala stjärtpennor. Arten liknar blåstjärtad biätare i form och storlek, men filippinbiätaren skiljer sig genom roströda fjässan och saknar rostrött band tvärs över strupens nedre del. Lätet består av tre eller fler ljudliga och klara "phil-ip" eller "pit" som avges i flykten.
Arten är mycket lik blåstrupig biätare som den fram tills nyligen behandlades som en del av. Denna har dock mycket mer utbrett blått på undersidan och mörkt kastanjebrun snarare än roströd hjässa. Vidare är stjärtteckningen avvikande.

## Utbredning och systematik
Fågeln förekommer i Filippinerna. Den behandlas som monotypisk, det vill säga att den inte delas in i några underarter.
Tidigare kategoriserades den som underart till blåstrupig biätare (Merops viridis), men urskiljs numera vanligen son egen art.

## Levnadssätt
Filippinbiätaren hittas i öppet landskap och ytor intill skogsområden, även buskmarker och fält med bomullsgräs. Där ses den sitta på grenar på döda träd och telefontrådar. Arten häckar februari–maj i utgrävda tunnlar. Däri lägger den tre till fem vita ägg.

## Status
Arten har ett stort utbredningsområde och beståndet anses vara stabilt. Internationella naturvårdsunionen IUCN listar den därför som livskraftig (LC).